# تريغفه نيغارد
تريغفه نيغارد (بالنرويجية البوكمول: Trygve Nygaard)‏ هو لاعب كرة قدم نرويجي في مركز الوسط، ولد في 19 أغسطس 1975 في مستشفى هاوغسوند ‏ في النرويج. لعب مع نادي فيكينغ ونادي هاوغسوند.

## وصلات خارجية
- تريغفه نيغارد على موقع اتحاد النرويج (النرويجية)
- تريغفه نيغارد على موقع قاعدة بيانات كرة القدم.إي يو (الإنجليزية)